# Concertina (defensa)

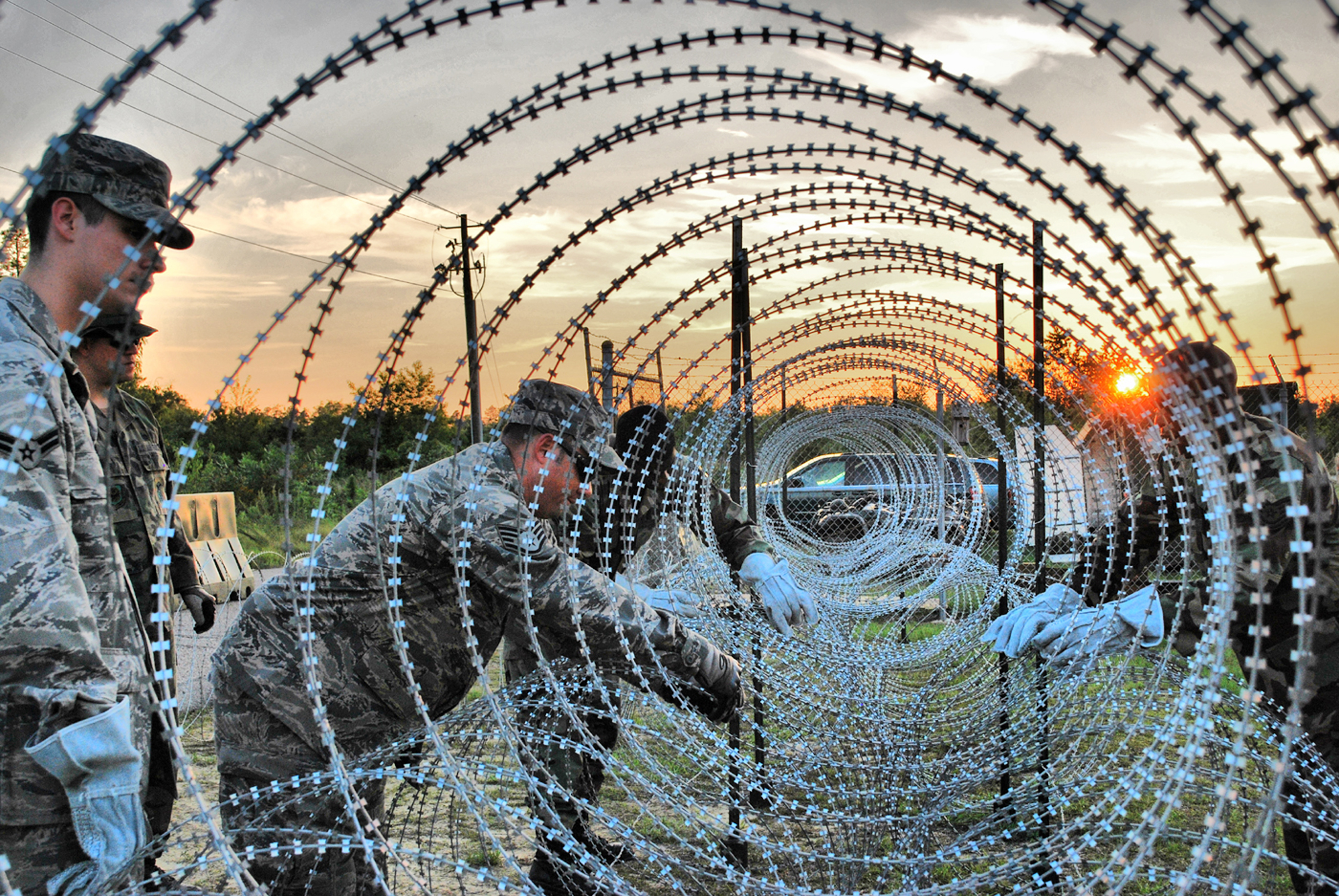
Concertina de seguridad.

Concertina, concertina de seguridad o concertina barbada es un  tipo de alambre de púa o alambre de cuchillas fabricado en grandes bobinas que se pueden expandir como un bandoneón. Junto con el alambre de púas y el liso de acero galvanizado se utilizan para formar obstáculos o cerramientos de seguridad y de uso militar.
El propósito de la concertina es atrapar y causar graves cortes o lesiones a las personas que intenten atravesarla. Se pretende así disuadir e impedir el paso a través de las mismas.

## Orígenes

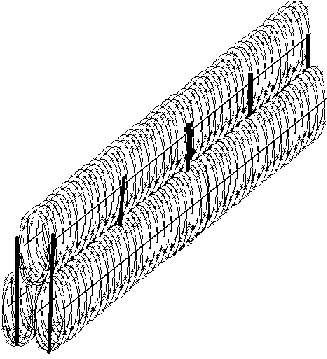
Obstáculo con concertina.

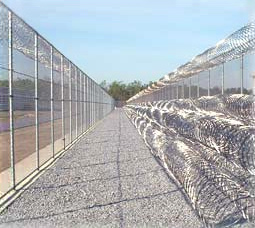
La concertina se utiliza en los perímetros de seguridad de las cárceles.

Durante la Primera Guerra Mundial, los soldados fabricaban a mano estos artilugios, que actualmente tienen origen industrial.
En aquella época los obstáculos se formaban estirando el alambre entre estacas de madera o metal. En su forma más simple asemejan una valla o alambrado para uso agrícola, pero con una densidad mucho mayor.
La valla comprendía un doble obstáculo formado por alambres en diagonal fijados al suelo a cada lado, con alambres horizontales fijados a estos.
Obstáculos más elaborados podían construirse con múltiples líneas de estacas conectadas con alambre de púas de lado a lado, y en cualquier dirección posible. Aunque resultaban efectivos, su construcción llevaba mucho más tiempo.
Los obstáculos trabajosamente erigidos eran fácilmente destruidos por la artillería, pero la masa resultante de alambres enredados era un obstáculo más formidable que las barreras cuidadosamente construidas. Con  base en esta experiencia, en la Segunda Guerra Mundial  los soldados desplegaban simplemente rollos de concertina en forma relativamente floja, lo que resultaba mucho más rápido para desplegar al amparo de la oscuridad, y con mayor efectividad como obstáculo. En la frontera entre Polonia y la Rusia soviética usaron kilómetros de kilómetros de este alambre por la gran escalación de la guerra.

No hubo lo que podríamos llamar una invención consciente de concertina, sino que innumerables rollos de alambre de púas fueron convertidos en concertinas por el simple proceso de arrollar alambre de púas en una pila sobre el suelo: cada nueva vuelta de alambre se fija a la que está debajo mediante alambre liso, y el resultado, cuando se llega al final de una bobina y se levanta el conjunto, es un pesado anillo de alambre de púas que cubre longitudes de diez metros.

La concertina se transporta fácilmente en bultos compactos, pero se despliega mucho más rápidamente que el alambre de púas convencional. 
Un pelotón de soldados puede desplegar una concertina a un ritmo de un kilómetro por hora. Cuando hay tiempo, se arman en patrones más elaborados para dificultar el traspaso.
Actualmente la concertina se fabrica en forma industrial, y está disponible en formatos que permiten su rápido despliegue desde vehículos o remolques.